# Geschichtskritik
Geschichtskritik ist ein selten gebrauchter Ausdruck für die kritische Auseinandersetzung entweder mit der Vergangenheit (und damit Teil der Geschichtswissenschaft) oder aber mit der Geschichtswissenschaft selbst; in diesem Fall kann es sich um fachinterne Kritik handeln oder, häufiger, Kritik von außerhalb der Fachgemeinschaft handeln. Als Selbstbezeichnung ist „Geschichtskritiker“ (wie auch „Chronologiekritiker“) nur außerhalb der Geschichtswissenschaften üblich.

## Kritische Auseinandersetzung mit Geschichte

### Historisch-kritische Methode
Fachfragen der Geschichtswissenschaften und ihrer Hilfswissenschaften sind beispielsweise:
- Die Klärung der Echtheit bzw. der Nachweis von Fälschungen historischer Quellen.
- Die Datierung von Quellen, sei es mit Hilfe der Textkritik (bei Schriftquellen), sei es mit Hilfe der Dendrochronologie (für geeignete Materialien).
- Die Überprüfung überlieferter Herrscherfolgen und anderer Daten durch Vergleich mit zeitgenössischen Aufzeichnungen anderer Provenienz. Dies ist insbesondere Aufgabe der Chronologie.
- Analyse von bestehenden Darstellungen der Geschichte bis hin zu Geschichtsfälschungen; unter anderem ist es bis in die Gegenwart häufig, dass aus politischen Gründen bestimmte Teile der Vergangenheit nicht oder falsch dargestellt werden.
- Vermeidung von Geschichtsklitterung durch Abgrenzung gegen Mythen, Legenden, und andere nichtwissenschaftliche Formen tradierten Kultur- und Gedankenguts.

Für diese Fragen und ihre Beantwortung sind in den Geschichtswissenschaften Bezeichnungen wie „Quellenkritik“, „historisch-kritische Methode“ und ähnliche Berufungen auf „Kritik“ üblich.

### Kritische Geschichtsschreibung (Foucault)
In einem weniger technischen Sinne kann sich „kritische Geschichtswissenschaft“ auch auf ein Wissenschaftsverständnis beziehen, das die vor allem die Dekonstruktion von solchen Geschichtsbildern anstrebt, die die bestehende Machtverhältnisse legitimieren. Dies geschieht häufig unter Berufung auf Michel Foucault. Gelegentlich werden Foucault Arbeiten im Deutschen daher als „geschichtskritisch“ bezeichnet. Foucault selbst hat „Kritik“ unter anderem im Kontext des Wahrheitsanspruch moderner „Regierungskünste“ thematisiert, der gegenüber Kritik „gleichzeitig ihre Partnerin und ihre Widersacherin“ sei. Seine Beispiele beziehen auch die Textkritik ein.

## Kritik an Methoden und Ergebnissen der Geschichtswissenschaft
In einem unspezifischen Sinn kann Geschichtskritik den Verdacht meinen, dass die vorherrschende Darstellung der Geschichte den Interessen der Regierung oder anderer Gruppen dient, und daher (mit der Frage: Cui bono?) eine besondere Vorsicht gegenüber offiziösen Darstellungen von Geschichte begründen.
Eine spezifischere Bedeutung hat „Geschichtskritik“ im 20. Jahrhundert mit dem Erfolg verschiedener Autoren (früh Wilhelm Kammeier, am bekanntesten später Heribert Illig) bekommen, die behaupteten, dass längere Perioden der Geschichte gar nicht stattgefunden hätten und alle entsprechenden Quellen entweder gefälscht und/oder von der etablierten Geschichtswissenschaft falsch interpretiert worden seien. Vertreter dieser und verwandter geschichtsrevisionistischer Positionen nennen sich teilweise selbst „Geschichtskritiker“, weiter verbreitet ist aber die Bezeichnung als „Chronologiekritiker“, da Zweifel an konventioneller Chronologie jeweils im Mittelpunkt der Argumentation steht.